# Lorenzo Betassa
Lorenzo Betassa (Torino, 30 marzo 1952 – Genova, 28 marzo 1980) è stato un brigatista italiano operaio della Fiat Mirafiori e rappresentante sindacale Fim-Cisl all'interno della fabbrica.
Militante delle Brigate Rosse, fece parte, come combattente non clandestino con il nome di battaglia di "Antonio", della colonna di Torino, partecipando direttamente a numerosi ferimenti e omicidi compiuti nella città nel periodo 1977-1980. Trasferitosi a Genova ed entrato in clandestinità alla fine del 1979, dopo le rivelazioni di Patrizio Peci venne ucciso insieme con altri tre brigatisti nell'irruzione dei carabinieri in via Fracchia nel capoluogo ligure il 28 marzo 1980.

## Attività politico-militare
Componente della colonna torinese delle BR, come militante "regolare" non clandestino fino alla fine del 1979, il 28 aprile 1977, Lorenzo Betassa (nome di battaglia Antonio) prese parte al commando di brigatisti (con Rocco Micaletto, Raffaele Fiore e Angela Vai) che colpì a morte il presidente dell'Ordine degli avvocati di Torino, Fulvio Croce.
Il 10 novembre 1977, assieme a Cristoforo Piancone e Angela Vai, ferisce in un agguato il dirigente Fiat Mirafiori Piero Osella.
L'8 giugno del 1979 partecipa, con Patrizio Peci, all'attentato intimidatorio ai danni del sorvegliante ai cancelli di Fiat Mirafiori, Giovanni Farina. "L'abbiamo fatto io (Peci, ndr), il Betassa e il Toffolo (Claudio, ndr). Fui io (Peci, ndr) a tirare con la solita 81."
Nel 1979, a seguito di indagini e alla localizzazione, da parte dei carabinieri, di alcuni "covi" brigatisti a Torino, Betassa fu costretto a entrare in clandestinità e insieme con Piero Panciarelli si trasferì precauzionalmente a Genova in un appartamento in via Fracchia 12, di proprietà della militante non clandestina Annamaria Ludmann, Cecilia.

## La morte in via Fracchia
Grazie alle informazioni raccolte dalle deposizioni di Patrizio Peci (pentitosi, dopo il suo arresto, nel febbraio del 1980), all'alba del 28 marzo 1980, una squadra di carabinieri del nucleo speciale Antiterrorismo, comandati dal generale Carlo Alberto dalla Chiesa, fece irruzione nel covo brigatista di via Fracchia 12, a Genova.
Lorenzo Betassa e gli altri tre terroristi della "colonna genovese" delle BR (Riccardo Dura, Annamaria Ludmann e Piero Panciarelli) che alloggiavano nell'appartamento al momento dell'irruzione, vennero colti di sorpresa e rimasero tutti uccisi nel conflitto a fuoco con i carabinieri. Betassa, di sorveglianza all'appartamento, secondo la relazione delle forze dell'ordine, nel conflitto 
a fuoco sparò un colpo di pistola ferendo ad un occhio un carabiniere prima di essere ucciso durante lo stesso conflitto a fuoco .